# Comillas
Comillas là một đô thị thuộc cộng đồng tự trị Cantabria, Tây Ban Nha.

## Biến động dân số

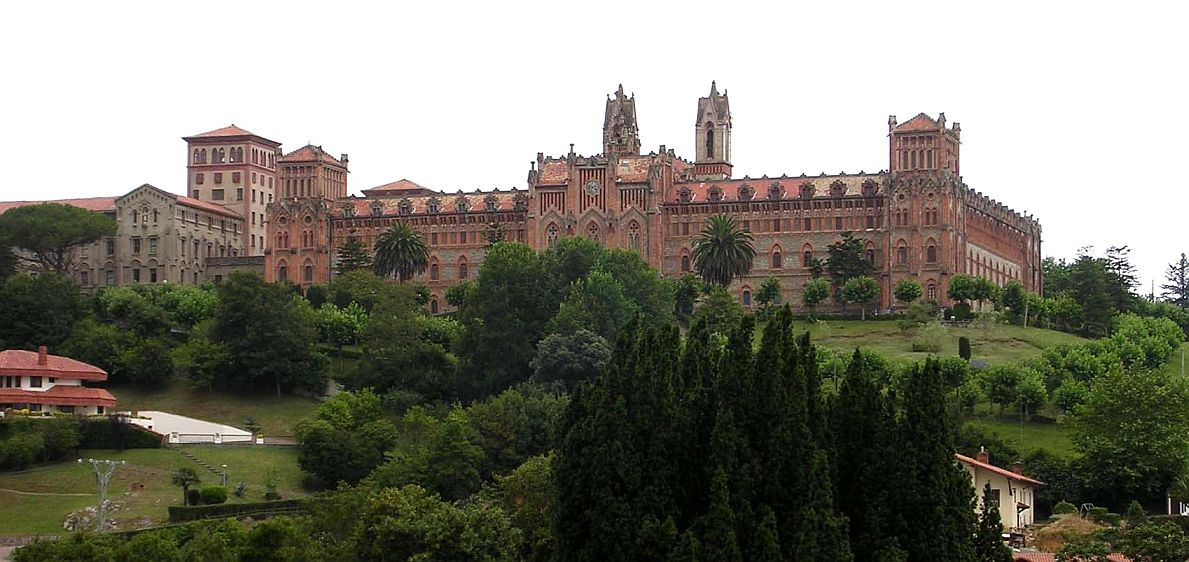
Pontifical University of Comillas

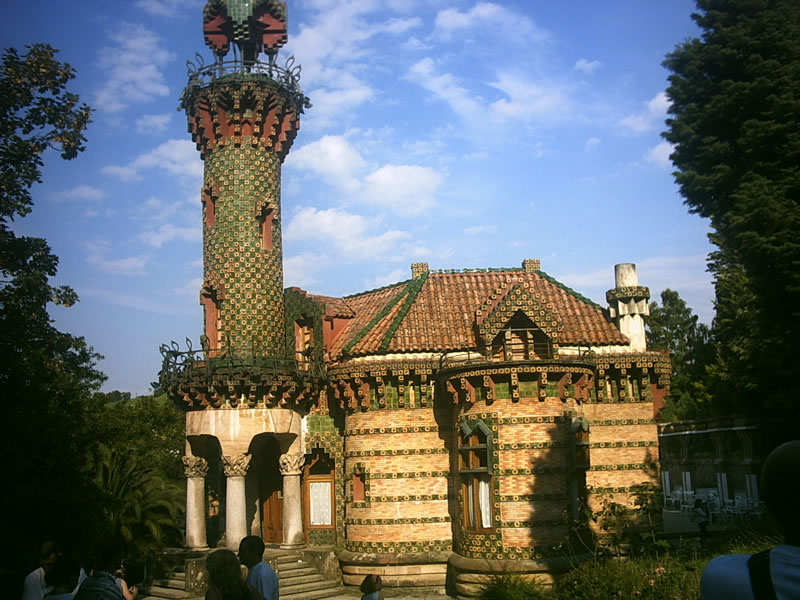
El Capricho, a building by Antoni Gaudí at Comillas

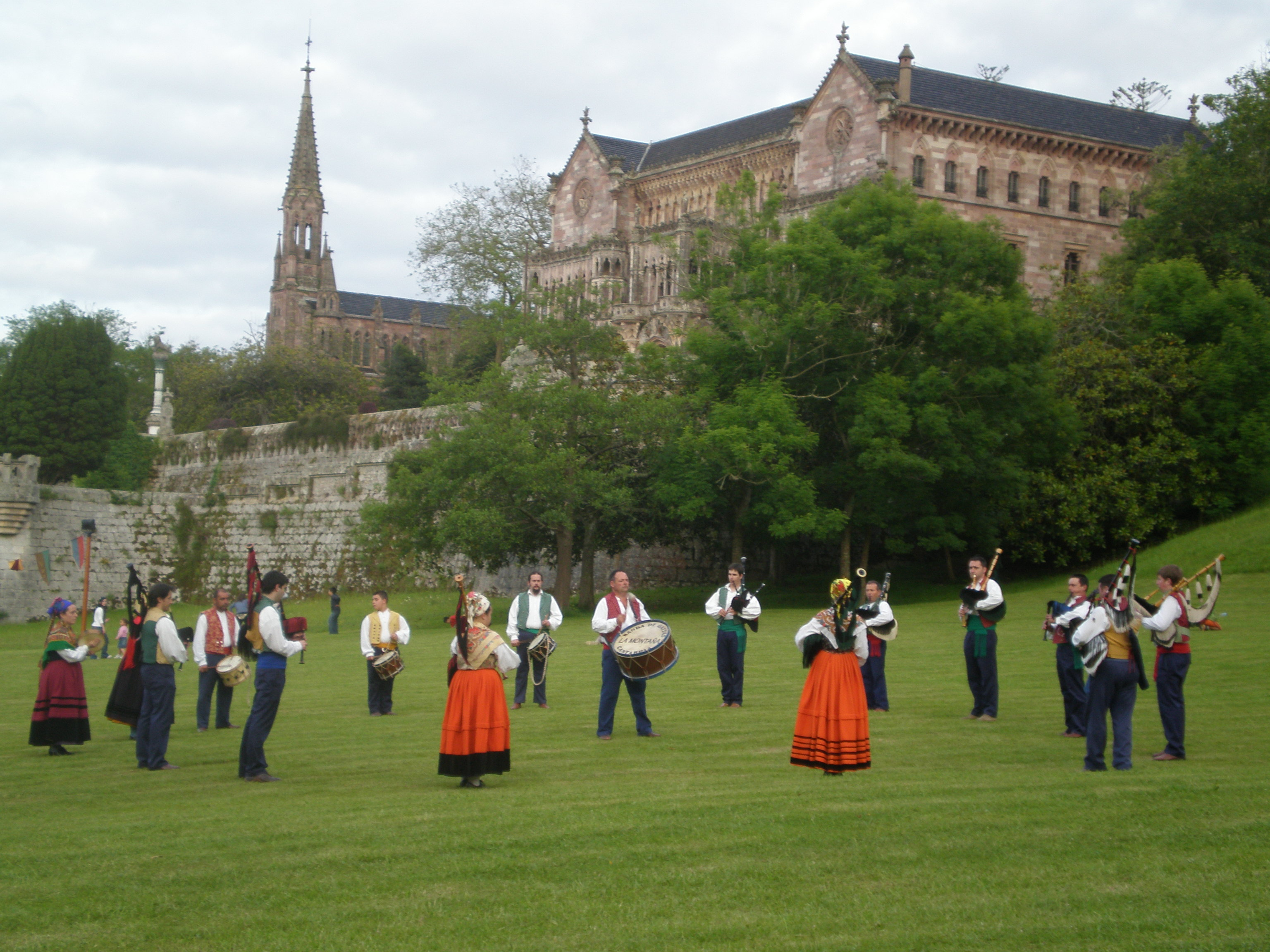
Pipers playing in front of Palacio de Sobrellano.

| 1900  | 1910  | 1920  | 1930  | 1940  | 1950  | 1960  | 1970  | 1980  | 1990 | 2000  | 2006  |
| ----- | ----- | ----- | ----- | ----- | ----- | ----- | ----- | ----- | ---- | ----- | ----- |
| 2.754 | 3.120 | 3.106 | 3.261 | 3.589 | 3.610 | 3.234 | 2.408 | 2.397 | 2552 | 2.359 | 2.469 |

Fuente: INE